# Martinus Herculanus Bloncq
Martinus Herculanus Bloncq (Oud-Reeuwijk, 24 november 1578 - Gouda, 5 november 1659) was een Nederlandse arts en burgemeester.

## Leven en werk
Bloncq werd in 1578 in Oud-Reeuwijk geboren. Volgens de tekst op zijn grafzerk zou hij in Huize Poelgeest verwekt zijn. Hij studeerde medicijnen, mogelijk in Italië. In de tekst op zijn grafzerk zou gezinspeeld zijn op het behalen van zijn doctorsgraad in 1608 aan de geneeskundige school van Sienna. Hij trouwde op 9 december 1612 met Aryaentgen Aertsdochter de Jonge (ook Adriana Arnoldi de Jonge genoemd). In 1616 werd hij benoemd tot stadsarts van Gouda als opvolger van de in dat jaar overleden Joost Balbian. Bloncq zou deze functie meer dan veertig jaar vervullen, tot zijn overlijden in 1659, toen hij werd opgevolgd door een tweetal nieuwe artsen.
Bloncq was niet alleen geneesheer, maar hij vervulde ook diverse bestuurlijke functies in Gouda. Hij maakte vanaf 1619 deel uit van de Goudse vroedschap. Hij was onder meer kerkmeester, librijemeester, schepen en burgemeester van Gouda. Bloncq ijverde voor de vestiging van een stadsapotheek en zag vier jaar voor zijn overlijden zijn wens in vervulling gaan toen zijn assistent, de Goudse apotheker en notaris Dirck Vlack, toestemming kreeg van het stadsbestuur voor een "winkel van medicamenten". Als librijemeester was Bloncq belast met het toezicht op de boekenschat van de stad. In de dertig jaar dat hij deze functie vervulde droeg hij ook door persoonlijke schenkingen bij aan de vergroting van het boekenbezit. In de jaren 1642, 1643, 1647 en 1648 was Bloncq burgemeester van Gouda. Hij was een schrijver van grafschriften, die hij maakte voor zichzelf, zijn familieleden, vrienden en patiënten. In 1941 werden enkele van de door hem gemaakte grafschriften gepubliceerd in het Nederlands Tijdschrift voor Geneeskunde.
Nog tijdens zijn leven werd een epitaaf voor Blonck en zijn overleden echtgenote gemaakt, dat zich bevindt aan de noordelijke muur van het koor van de Goudse Sint-Janskerk onder het glas met de aankondiging geboorte van Johannes. Op het epitaaf staat in het midden een vrouwenfiguur afgebeeld met in haar rechterhand een boek en haar linkerhand rustend op een schaap. In de banderol staan de namen van Blonck en zijn echtgenoten en hun devies Lijd en Mijd. Bloncq overleed in november 1659 op 80-jarige leeftijd in zijn woonplaats Gouda. Hij werd begraven in de Sint-Janskerk aldaar.

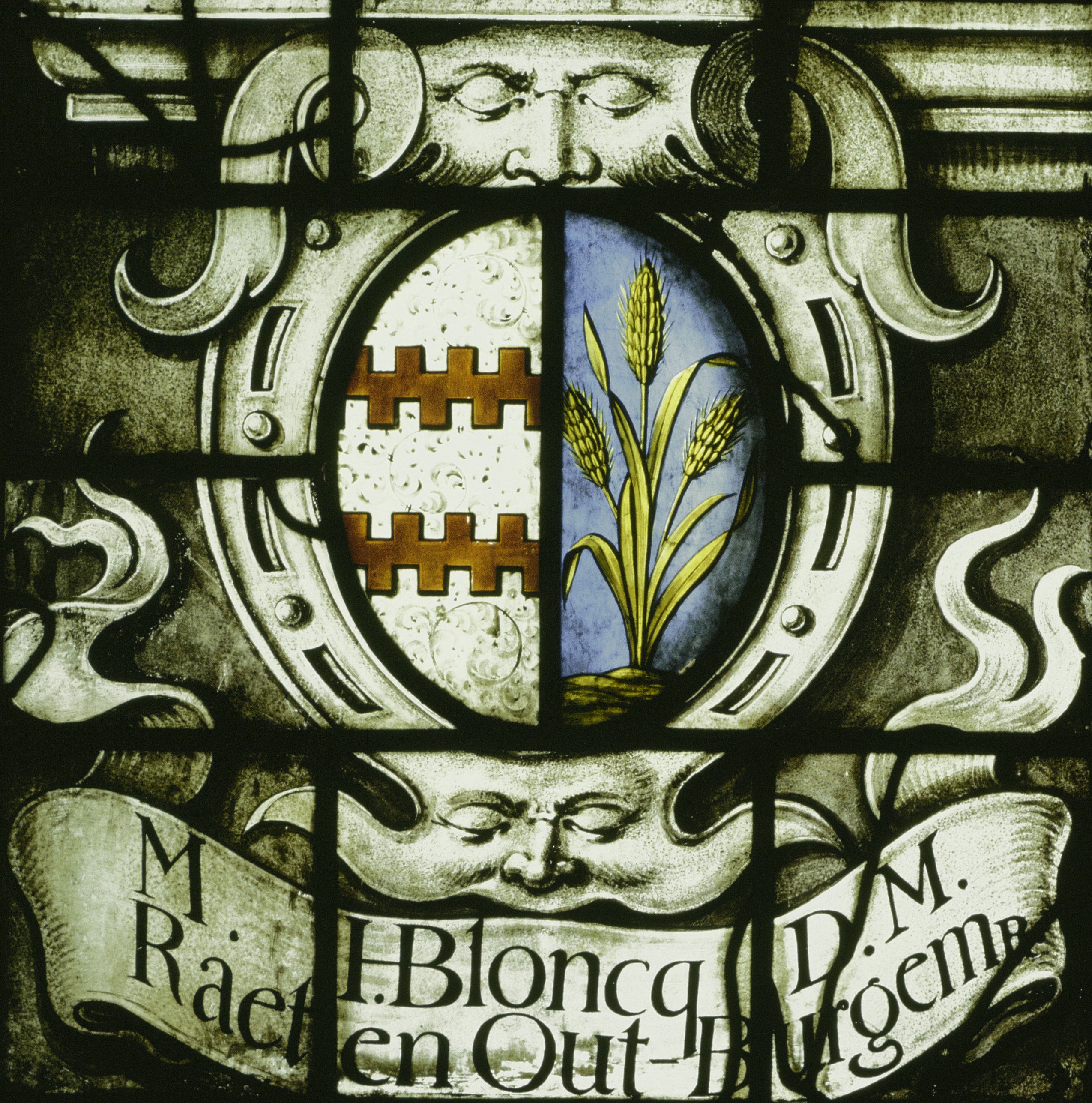
Wapen van M.H. Bloncq D M Raet en Out-Burgemr